# ブラック・クリスマス
『ブラック・クリスマス』（Black Christmas）は、2019年のアメリカ合衆国のホラー映画。監督はソフィア・タカール、主演はイモージェン・プーツが務めた。1974年に公開されたカナダ映画『暗闇にベルが鳴る』のリメイク作品である。
日本国内では劇場公開されずビデオスルーとなり、2020年10月9日にBD/DVDが発売された。

## ストーリー
ホーソーン大学の学生たちはクリスマス休暇を満喫していた。そんな折、どこからともなく黒い覆面を被った人物が現れ、学生たちを次々と殺し始めた。女子学生会MKEに所属するライリー、クリス、マーティ、ジェシーの4人は恐怖に怯えながらも、殺人鬼と闘う覚悟を決めるのだった。

## キャスト
※括弧内は日本語吹き替え声優。
- イモージェン・プーツ - ライリー・ストーン（永宝千晶）
- アレイズ・シャノン - クリス（田村睦心）
- リリー・ドナヒュー - マーティ（ブリドカットセーラ恵美）
- ブリタニー・オグレイディ - ジェシー・ブラッドフォード（ファイルーズあい）
- ケイレブ・エバハート - ランドン（高橋英則）
- ケイリー・エルウィス - ゲルソン教授（田原アルノ）
- マデリーン・アダムス - ヘレナ（島田愛野）
- ベン・ブラック - フィル・マッキラニー
- サイモン・ミード - ネイト（小林親弘）
- ナタリー・モリス - フラン
- ゾーイ・ロビンス - オーナ
- ライアン・マッキンタイア - ブライアン・ハントリー
- マーク・ニールソン - ギル
- ルーシー・カリー - リンゼイ
- ジョニー・マクブライド - 覆面男

## 製作
2019年6月13日、ブラムハウス・プロダクションズが映画『暗闇にベルが鳴る』のリメイク企画を指導させており、ソフィア・タカールが監督に起用されたとの報道があった。同日、イモージェン・プーツの起用も発表された。20日、ケイリー・エルウィスの出演が決まったと報じられた。12月13日、バック・ロット・ミュージックが本作のサウンドトラックを発売した。
本作の主要撮影は2019年6月23日にニュージーランドで始まり、同年7月31日に終了した。なお、ホーソーン大学として使われたのはオタゴ大学のキャンパスである。

## マーケティング・興行収入
2019年9月5日、本作のオフィシャル・トレイラーが公開された。
本作は『ジュマンジ/ネクスト・レベル』及び『リチャード・ジュエル』と同じ週に封切られ、公開初週末に1050万ドル前後を稼ぎ出すと予想されていたが、実際の数字はそれを大幅に下回るものとなった。2019年12月13日、本作は全米2625館で公開され、公開初週末に424万ドルを稼ぎ出し、週末興行収入ランキング初登場5位となった。

## 評価
本作に対する批評家の評価は平凡なものに留まっている。映画批評集積サイトのRotten Tomatoesには104件のレビューがあり、批評家支持率は38%、平均点は10点満点で4.37点となっている。サイト側による批評家の見解の要約は「2006年のリメイク作品よりは良い出来だが、原作ほどの鮮烈さはない。『ブラック・クリスマス』はフェミニスト的かつタイムリーなテーマを取り上げているのは良いが、既視感を覚える表現ばかりな上に、どうにも安っぽい。」となっている。また、Metacriticには25件のレビューがあり、加重平均値は49/100となっている。なお、本作のCinemaScoreはD+となっている。